# French Open 1998 (Badminton)
Die French Open 1998 im Badminton fanden vom 18. bis 22. März 1998 in Paris statt. Das Preisgeld betrug 10.000 US-Dollar. Auf der IBF-Turnierskala erreichte es die Wertung A.

## Sieger und Platzierte
| Disziplin    | Gold                                  | Silber                       | Bronze                         |
| ------------ | ------------------------------------- | ---------------------------- | ------------------------------ |
| Herreneinzel | Niels Christian Kaldau                | Joris van Soerland           | Yap Yong Jyen                  |
| Herreneinzel | Niels Christian Kaldau                | Joris van Soerland           | Tjitte Weistra                 |
| Dameneinzel  | Aparna Popat                          | Katja Michalowsky            | Nicole Grether                 |
| Dameneinzel  | Aparna Popat                          | Katja Michalowsky            | Justine Willmott               |
| Herrendoppel | Jan Jørgensen Ove Svejstrup           | Peder Nissen Jonas Rasmussen | Patrick Ejlerskov Michael Lamp |
| Herrendoppel | Jan Jørgensen Ove Svejstrup           | Peder Nissen Jonas Rasmussen | Jesper Mikla Lars Paaske       |
| Damendoppel  | Chen Li-chin Tsai Hui-min             | Neli Boteva Diana Koleva     | Chen Yueh-ying Jaw Hua-ching   |
| Damendoppel  | Chen Li-chin Tsai Hui-min             | Neli Boteva Diana Koleva     | Chien Yu-chin Lin Chiu-yin     |
| Mixed        | Norbert van Barneveld Lotte Jonathans | Hugo Rodrigues Ana Ferreira  | Boris Reichel Sandra Beißel    |
| Mixed        | Norbert van Barneveld Lotte Jonathans | Hugo Rodrigues Ana Ferreira  | Michael Lamp Rikke Broen       |

## Finalresultate
| Disziplin    | Sieger                                | Finalist                     | Ergebnis         |
| ------------ | ------------------------------------- | ---------------------------- | ---------------- |
| Herreneinzel | Niels Christian Kaldau                | Joris van Soerland           | 15-4, 15-6       |
| Dameneinzel  | Aparna Popat                          | Katja Michalowsky            | 11-8, 11-4       |
| Herrendoppel | Jan Jørgensen Ove Svejstrup           | Peder Nissen Jonas Rasmussen | 15–7, 18-15      |
| Damendoppel  | Tsai Hui-min Chen Li-chin             | Diana Koleva Neli Nedjalkova | 15-6, 15-9       |
| Mixed        | Norbert van Barneveld Lotte Jonathans | Hugo Rodrigues Ana Ferreira  | 7-15, 15-4, 15-6 |